# Tournoi de tennis de St. Petersburg
Le Tournoi de St. Petersburg est un tournoi de tennis féminin du circuit professionnel WTA et masculin du circuit professionnel ATP organisé dans la ville de St. Petersburg dans l'État de Floride aux États-Unis.
L'édition féminine a été organisée de 1971 à 1974. Avec trois succès, Chris Evert détient le record de victoires en simple.
Le tournoi masculin a été organisé de 1966 à 1970 en tant que tournoi amateur et en 1974 et 1975 sur surface dure en extérieur dans le cadre du circuit WCT.

## Palmarès dames

### Simple
| No       | Date       | Nom et lieu du tournoi                           | Catégorie   | Dotation | Surface      | Vainqueure          | Finaliste        | Score         |         |
| -------- | ---------- | ------------------------------------------------ | ----------- | -------- | ------------ | ------------------- | ---------------- | ------------- | ------- |
| 1        | 12-04-1965 | The Masters Invitational, St. Petersburg         |             | NC       | Terre (ext.) | Nancy Richey        | Margaret Smith   | 6-3, 6-2      | Tableau |
| Ère Open |            |                                                  |             |          |              |                     |                  |               |         |
| 2        | 05-04-1971 | Virginia Slims Masters, St. Petersburg           | VS Tour     | 10 000 $ | Terre (ext.) | Chris Evert         | Julie Heldman    | 6-1, 6-2      | Tableau |
| 3        | 11-04-1972 | Virginia Slims Masters, St. Petersburg           | WT Pro Tour | 18 000 $ | Terre (ext.) | Nancy Richey-Gunter | Chris Evert      | 6-3, 6-4      | Tableau |
| 4        | 16-04-1973 | St Petersburg Masters Invitation, St. Petersburg | USTA Tour   | 20 000 $ | Terre (ext.) | Chris Evert         | Evonne Goolagong | 6-2, 0-6, 6-4 | Tableau |
| 5        | 15-04-1974 | Barnett Bank Masters, St. Petersburg             |             | 45 000 $ | Terre (ext.) | Chris Evert         | Kerry Melville   | 6-0, 6-1      | Tableau |

### Double
| No       | Date       | Nom et lieu du tournoi                          | Catégorie   | Dotation | Surface      | Vainqueures                     | Finalistes                        | Score         |         |
| -------- | ---------- | ----------------------------------------------- | ----------- | -------- | ------------ | ------------------------------- | --------------------------------- | ------------- | ------- |
| 1        | 12-04-1965 | The Masters Invitational St. Petersburg         |             | NC       | Terre (ext.) | Margaret Smith Lesley Turner    | Norma Baylon Nancy Richey         | 6-1, 6-3      | Tableau |
| Ère Open |            |                                                 |             |          |              |                                 |                                   |               |         |
| 2        | 05-04-1971 | Virginia Slims Masters St. Petersburg           | VS Tour     | 10 000 $ | Terre (ext.) | Françoise Dürr Ann Haydon-Jones | Judy Tegart-Dalton Julie Heldman  | 7-6, 3-6, 6-3 | Tableau |
| 3        | 11-04-1972 | Virginia Slims Masters St. Petersburg           | WT Pro Tour | 18 000 $ | Terre (ext.) | Karen Krantzcke Wendy Overton   | Judy Tegart-Dalton Françoise Dürr | 7-5, 6-4      | Tableau |
| 4        | 16-04-1973 | St Petersburg Masters Invitation St. Petersburg | USTA Tour   | 20 000 $ | Terre (ext.) | Chris Evert Jeanne Evert        | Evonne Goolagong Janet Young      | 6-2, 7-6      | Tableau |
| 5        | 15-04-1974 | Barnett Bank Masters St. Petersburg             |             | 45 000 $ | Terre (ext.) | Olga Morozova Betty Stöve       | Chris Evert Evonne Goolagong      | 6-4, 6-2      | Tableau |

## Palmarès messieurs

### Simple
| No | Date       | Nom et lieu du tournoi                            | Catégorie | Dotation | Surface    | Vainqueur         | Finaliste         | Score                   |  |
| -- | ---------- | ------------------------------------------------- | --------- | -------- | ---------- | ----------------- | ----------------- | ----------------------- |  |
| 1  | 10-04-1966 | St. Petersburg Masters Invitation, St. Petersburg |           | NC $     | NC         | Nikola Pilić      | Cliff Richey      | 9-7, 7-5, 8-6           |  |
| 2  | 16-04-1967 | St. Petersburg Masters Invitation, St. Petersburg |           | NC $     | NC         | Allen Fox         | Nikola Pilić      | 6-3, 3-6, 6-4, 4-6, 6-2 |  |
| 3  | 08-04-1968 | St. Petersburg Masters Invitation, St. Petersburg |           | NC $     | NC         | Michael Belkin    | Jaime Fillol      | 2-6, 6-0, 7-5, 6-4      |  |
| 4  | 23-03-1969 | St. Petersburg Masters Invitation, St. Petersburg |           | NC $     | NC         | Željko Franulović | Jaime Fillol      | 6-4, 6-2, 6-4           |  |
| 5  | 06-04-1970 | St. Petersburg Masters Invitation, St. Petersburg |           | NC $     | NC         | Jan Kodeš         | Joaquín Loyo Mayo | 6-3, 6-3, 6-3           |  |
| 6  | 04-02-1974 | Saint-Petersburg/WCT, St. Petersburg              | WCT       | 50 000 $ | Dur (ext.) | John Newcombe     | Alex Metreveli    | 6-0, 7-63               |  |
| 7  | 03-02-1975 | Saint-Petersburg/WCT, St. Petersburg              | WCT       | 60 000 $ | Dur (ext.) | Raúl Ramírez      | Roscoe Tanner     | 6-0, 1-6, 6-2           |  |

### Double
| No | Date       | Nom et lieu du tournoi               | Catégorie | Dotation | Surface    | Vainqueurs                   | Finalistes                      | Score         |  |
| -- | ---------- | ------------------------------------ | --------- | -------- | ---------- | ---------------------------- | ------------------------------- | ------------- |  |
| 1  | 04-02-1974 | Saint-Petersburg/WCT, St. Petersburg | WCT       | 50 000 $ | Dur (ext.) | Owen Davidson John Newcombe  | Clark Graebner Charlie Pasarell | 4-6, 6-3, 6-4 |  |
| 2  | 03-02-1975 | Saint-Petersburg/WCT, St. Petersburg | WCT       | 60 000 $ | Dur (ext.) | Brian Gottfried Raúl Ramírez | Charlie Pasarell Roscoe Tanner  | 6-4, 6-4      |  |